# بانديا (قمر)
بانديا هو قمر طبيعي خارجي لكوكب المشتري، قطره 3 كم.

## الاكتشاف
اكتشفه الفلكي الأمريكي سكوت شيبارد وفريقه في عام 2017، وكشف عنه في 17 يوليو 2018 من مركز الكواكب الصغيرة.